# Język mbundu
Język mbundu albo kimbundu – język z rodziny bantu, używany w Angoli przez lud Mbundu. W 1978 roku liczba użytkowników wynosiła ok. 1,5 mln.
Jest jednym z najczęściej używanych języków Angoli. W 1995 roku miał 3 mln użytkowników.